# De Cock en de gebrandmerkte doden
De Cock en de gebrandmerkte doden is het 61e deel deel van de detectivereeks De Cock van de Nederlandse auteur Appie Baantjer waarin rechercheurs Jurriaan 'Jurre' de Cock en Dick Vledder twee identiek uitgevoerde moorden oplossen die vlak na elkaar gepleegd worden op een advocaat en een impresario.

## Verhaal
Het is kwart voor elf 's avonds als rechercheur De Cock naar de klok in de recherchekamer kijkt. Gelet op de volle lades in zijn bureau hoopt de grijze rechercheur dat er voorlopig geen nieuwe moord of doodslag passeert. Dan kan hij eens aandacht besteden aan minder belangrijke dossiers zoals mishandelingen, verduisteringen en oplichting. Hij geeft het hectische politiebureau de schuld, waarop Dick Vledder suggereert om overplaatsing aan te vragen, bijvoorbeeld naar de zedenpolitie. Want De Cock ligt goed op De Wallen en bij de hoertjes. De Cock ziet gaan kwaad in prostitutie, hij noemt het dienstverlening, zijn vriend Lowie spreekt van business. Even na elf uur meldt Jasper van Houweningen zich met een heel vreemd verhaal. Zijn ex-vriendin Angela Molenpad werd vanavond door een taxichauffeur naar een Amsterdams grachtenpand gebracht. Ze had een afspraak met ene Peter. Ze trof hem dood aan met een koord om zijn nek en een brandmerk op het voorhoofd. Ze rook de geur van verschroeid vlees. Gillend is ze weggerend en kwam pas tot bedaren op het Rembrandtplein.
De Cock bekijkt de jongeman eens goed. Het enige dat hem opvalt is een vergroeiing aan zijn pink, de contractuur van Dupuytren. Jasper zegt zelf op de Houtmankade te wonen. Angela is voorlopig weer tot zijn genoegen bij hem ingetrokken, een tweede kans. Omdat de taxicentrale geen rit kan ophoesten die aan de beschrijving voldoet, gaan de twee rechercheurs zelf op onderzoek uit. Na geruime tijd vinden ze een pand aan de Herengracht, waar de voordeur open staat en de lichten branden. Rechts van de voordeur is er een zware koperen plaat met de tekst: Peter van Gulpen, advocaat-procureur. Ze vinden een gewurgde man met een brandmerk op het voorhoofd. Terwijl ze in het souterrain tevergeefs zoeken naar een gasbrander, overlopen ze boven een insluiper. Het is Edward van der Poorten, naar zijn eigen zeggen een vriend van het slachtoffer, die even verder op de gracht woont. De Cock bestelt hem om 10 uur 's morgens voor een verklaring aan het bureau. Politiefotograaf Bram van Wielingen heeft nog nooit een brandmerk hoeven fotograferen, het lijken wel twee ruiten naast elkaar. Ook lijkschouwer dokter Den Koninghe ziet het voor het eerst in zijn loopbaan. Hij kent wel voorbeelden uit de verre geschiedenis zoals een "T" voor dieven en een "A" voor overspelige vrouwen. Hij schat dat het slachtoffer pas enkele uren dood is. Dick Vledder meldt nog dat het erop lijkt dat er niets geroofd is. Oplettend vindt hij een druppel soldeer op het parket en stelt die veilig.
De volgende ochtend is rechercheur De Cock ruim te laat op kantoor maar nog wel op tijd voor het verhoor van Edward van der Poorten. Laatstgenoemde weet dat het slachtoffer talloze vijanden had. Een belangrijke is Willem Alexander van Overveen, een notoire oplichter. Peter kreeg hem vrij bij de rechtbank, maar de slachtoffers werden nu ook woedend op zijn advocaat. Mede gelet op het brandmerk noemt Edward ene Tinus Ruiten. Vervolgens komt Jasper de verdwijning van Angela Molenpad melden. De rechercheurs doen een illegale huiszoeking in het pand aan de Van Boetzelaerstraat met een naamplaatje: A.Molenpad. Het belangrijkste dat ze vinden is een tekening met balpen van twee rechtopstaande ruiten. Op hun terugweg over de Herengracht bemerken ze opnieuw een pand met een open voordeur en met de lichten aan. Deze keer meldt het bord naast de voordeur: Edward van der Poorten, impresario. Ze vinden hem identiek gewurgd en gebrandmerkt. De schouwarts dringt nu aan op toxicologisch onderzoek. Hij is van mening dat de slachtoffers eerst worden gedrogeerd en daarna gewurgd.
De volgende dag komt De Cock nog later dan gebruikelijk op het werk. Dick Vledder vertelt hem dat Angela Molenpad niet te vinden is. Niet bij het bevolkingsregister, het GAK, het AMC of het Onze Lieve Vrouwe Gasthuis. En twee uur geleden moest De Cock al bij chef Buitendam komen. Deze keer maakt De Cock excuses voor zijn late verschijning. Commissaris Buitendam blijkt gisteravond om tien uur gebeld door een persoonlijke kennis die zich beklaagde over twee rechercheurs van zijn bureau, De Cock en Vledder. Hij had Edward van der Poorten dus aan de lijn, die vastbesloten is schriftelijk een klacht in te dienen. De Cock meent dat de commissaris daar niet meer op moet rekenen. Het blijkt dat commissaris Buitendam de mutatierapporten van die ochtend niet heeft gelezen. En als je chef bent vindt De Cock dat je dat altijd moet doen, juist als je al vroeg op je werk verschijnt. Want in het mutatierapport staat vermeld dat gisteravond kort na tien uur Edward gewurgd en gebrandmerkt thuis is aangetroffen. Is zijn chef wel capabel om dit lastige politiebureau te leiden? Hierop wordt De Cock de kamer uit gestuurd. Als De Cock het gesprek met Dick Vledder navertelt, is laatstgenoemde diep verontwaardigd. Buitendam is incompetent. Waarom pikt De Cock alles? Laatstgenoemde zegt het netjes in het Latijn: Je moet niet tegen de wind in plassen.
Via de wachtcommandant meldt zich de vrijgesproken oplichter Willem Alexander van Overveen. Hij werd destijds door advocaat Peter van Gulpen zelf benaderd en voor te veel geld hield hij hem op slinkse wijze uit de gevangenis. Zelf had hij Anthonius Josephus Ruiten zijn hele vermogen afgetroggeld, maar hij moest dat geld weer inleveren bij zijn advocaat. Nu Tinus Ruiten hem ook schriftelijk met de dood bedreigd heeft, komt hij hiervan aangifte doen. De Cock geeft Dick Vledder opdracht zijn nasporingen naar Angela Molenpad te staken. Hij moet uitzoeken wie op het desbetreffende adres aan de Van Boetzelaerstraat woonde. Intussen komt Antonius Josephus Ruiten stoom afblazen in de recherchekamer. De Cock dringt hem al gauw in het defensief met een aangifte wegens bedreiging met moord gedaan door oplichter Willem. Hij geeft toe vroeger met zijn broer een transportbedrijf Ruiten te hebben gehad, met op de vrachtwagens twee ruitensymbolen naast de naam Ruiten. De dode Edward was zelfs vroeger zijn vriend en hij ontkent elke betrokkenheid bij de twee moorden. De Cock besluit de aangifte wegens bedreiging door te sturen naar de officier van justitie.
Terug van de sectie op Westgaarde meldt Dick Vledder dat Jasper geen enkele foto kan tonen van de verdwenen en mysterieuze Angela Molenpad. De Cock heeft nog steeds geen moeie voeten maar wel zin in een cognackie bij Smalle Lowietje. De caféhouder is bekend met de brandmerk-moorden. Een stamgast, Rudy Sleurkeet, kende de twee slachtoffers goed. Een vriendenclubje uit zijn jeugd, maar ze waren schoffies. Hij vreest voor nog meer doden. Rudy rijdt met zijn auto met caravan Amsterdam en heel het land door. De Cock kan nadere inlichtingen halen bij Keetje Plus. De Cock gaat nu naar het pand in de Dollebegijnensteeg waar Catharina Bleekemolen, alias Keetje Plus, haar werkzaamheden heeft. Keetje Plus bevestigt het verhaal van Smalle Lowietje en voegt er nog aan toe dat Rudy bang is. Want als zijn echte identiteit bekend wordt zijn ook zijn dagen geteld. De Cock heeft nu van Lowie en Keetje Plus de toezegging dat ze hem waarschuwen als Rudy opduikt. Terug aan het politiebureau is er een anonieme paragnost met een boodschap: Een fel brandende caravan. Het beeld verscheen bij hem toen hij de krant las over de gebrandmerkte doden. In de nabespreking met Dick Vledder zegt De Cock dat hij in het verleden een teleurstellende ervaring heeft gehad met een paragnost. Maar dat zegt niets over deze keer. De Cock wil nog een handtekening halen van heer Ruiten, maar die neemt de telefoon niet op. De rechercheurs rijden met spoed naar zijn woonhuis aan de Keizersgracht. Ze vinden daar de derde gebrandmerkte dode.
De volgende ochtend wil De Cock na jaren afwezigheid zelf weer eens naar de sectie gaan van dokter Rusteloos. Dick Vledder moet nagaan bij het GAK aan welke vrouw een uitkering werd verstrekt op het adres van Jasper van Houweningen. Vledder meldt na de sectie dat ene Chrisje van der Spek de uitkering kreeg van het GAK. Terug aan het politiebureau zit Smalle Lowietje al een tijd opgewonden te wachten. Hij heeft in zijn etablissement Rudy Sleurkeet gesproken en die deelde hem terloops mede dat als het aan de familie ligt er nog meer slachtoffers gaan vallen. Nadat De Cock Lowie uitvoerig heeft bedankt, komt er nog meer informatie. Een mooie jonge vrouw heeft eerder die dag naar Rudy Sleurhut geïnformeerd. Maar die Rudy kent Lowie niet. Ze liet een visitekaartje achter. De Cock neemt het kaartje aan en geeft het geschrokken aan Dick Vledder. Angela Molenpad, Houtmankade Amsterdam met het telefoonnummer van Jasper van Houweningen. De Cock legt aan Dick Vledder omstandig uit dat Rudy Sleurkeet het vierde slachtoffer zal zijn. Dan komt ook Keetje Plus nog te hulp. Ze heeft om 8 uur die avond een afspraak met Rudy. De Cock spreekt af dat na het werk in de Dollebegijnensteeg rechercheur Vledder hem heimelijk naar de grote recherchekamer zal geleiden. De Cock speelt die avond open kaart met Rudy. Drie van zijn vrienden zijn gruwelijk vermoord en hij is duidelijk de vierde man. Na lang aandringen geeft Rudolf Leeuwenhoek eindelijk het verslag van 4 vrienden en een brand 25 jaar eerder op een camping.
De Cock zet met hulp van Rudy een val op voor Angela Molenpad, die zich uitgeeft voor een journaliste die graag met interessante mannen praat. Rudy weet dat haar broer Adriaan van der Spek het karwei komt afmaken. Een probleem is wel volgens De Cock dat deze Adriaan twee jaar eerder in het AMC is overleden. Naast Appie Keizer en Fred Prins werkt ook de vrouwelijke rechercheur Adelheid van Buuren mee aan de val, omdat zij Angela moet fouilleren. Ze trekt vervolgens haar mantelpakje aan en verlaat het pand. Jasper van Houweningen alias Adriaan van der Spek wordt vervolgens gearresteerd.
Thuis legt het De Cock het dossier uit aan de betrokken rechercheurs. De Cock gaat 25 jaar terug naar een camping te Drenthe. Vier knapen van rond de 15 jaar vertonen klierig gedrag, met als aanstichters Peter van Gulpen en Edward van der Poorten. Rinus Ruiten en Rudolf Leeuwenhoek waren meer meelopers. Op de camping verbleef ook het gezin van der Spek, vader, moeder en drie kindertjes. Chrisje van 5 en Adriaan van 6 mochten samen buiten in een tentje slapen, de andere drie gezinsleden sliepen in de caravan. Vader van der Spek sprak de vier jongens op een dag aan op hun gedrag en in de nacht stak Peter met 5 liter benzine van een benzinestation de caravan in brand. Adriaan en Chrisje zagen drie gezinsleden levend verbranden en vier jongens wegrennen van de plaats delict. Vledder herinnert zich nu het beeld dat de paragnost schetste. De strafzaak tegen de 4 jongens werd geseponeerd. Na 25 jaar kwam de wraak. Chrisje, Alias Angela Molenpad, vergiftigde de mannen en deed de lichten aan en liet de buitendeur open. Adriaan zorgde voor de verwurging en het brandmerk. Toen de Cock de kromme pink bij Angela zag, begreep hij de familieband met Adriaan. Chrisje zorgde er ook voor dat twee jaar geleden ene Adriaan van Houweningen, gestorven aan aids in het AMC, bij de begrafenis werd verwisseld met Adriaan van der Spek. In haar verhoor heeft Chrisje De Cock verteld dat zij de moorden zag als gerechtigheid. Nadat de gasten weg zijn wil mevrouw De Cock nog meer weten. Haar wordt verteld dat het aanvankelijk de bedoeling was om alleen Peter om te brengen. Daarom kwam Jasper met een onduidelijk verhaal, waarvan hij en zijn zus dachten dat de intelligente rechercheur De Cock het snel zou doorzien. De 2 ruiten als brandmerk staan voor "moord" en "wraak". Als je de twee ruiten horizontaal doorsnijdt, komt er een "M" en een "W" tevoorschijn.